# Philippe Franel
Pour les articles homonymes, voir Franel.
Philippe Franel (Jean-Benjamin-Philippe), né le 9 avril 1796 à Vevey et mort dans cette même ville le 25 avril 1867, est un charpentier et architecte suisse. Il est père de l’architecte Jean Franel.

## Biographie
Philippe Franel, fils de Jean-Pierre-Vincent Franel, charpentier à Vevey, a appris le métier avec son père puis, après une formation mal connue qui aurait passé par Bâle et Zurich, il revient s’établir à Vevey en 1821. Il est dès lors un constructeur très actif, tout particulièrement dans le Chablais vaudois. Vevey lui doit toute une série de bâtiments importants à, notamment des édifices publics (un corps de garde, 1821 ; un bâtiment d’enseignement mutuel et casino (1829-1831), le collège, 1836-1838 ; la tour de l'Horloge, 1839-1840), des établissements de prestige, comme l'hôtel des Trois Couronnes (1840-1843) et le château de l'Aile (1840-1846), ainsi que diverses maisons privées (La Prairie, 1830-1832 ; maison dite de la Part-Dieu, 1842-1845 ; et sa propre habitation néoclassique, la maison Franel, de 1847).
Dans un rayon géographique plus large, Philippe Franel a construit l’église de Palézieux (1827), le péage de Bellières (1831) et le Manoir de Ban (1839-1841) à Corsier-sur-Vevey. Il a élevé aussi de nombreuses maisons privées, notamment à Clarens, Glion, Bulle, Châtel-Saint-Denis et Aigle.
Il a eu comme élèves et collaborateurs François Jaquerod (1817-1879) et Jules-Louis Verrey.

### Archives
- Fonds : Dossiers généalogiques (0800-2011) [1 enveloppe].  Cote : Y Dos gen Franel, de Provence et Vevey. Archives cantonales vaudoises (présentation en ligne).
- Fonds : PP 546/394 Sans titre [ancienne maison de la Part-Dieu, actuel maison Kratzer, rue d'Italie 2, Vevey] (1844, février) [Dossier].  Cote : PP 546/394. Vevey : Archives cantonales vaudoises (présentation en ligne).